# Subsecretaria de Defensa
La Subsecretaria de Defensa (SUBDEF) és la Subsecretaria d'Estat del Ministeri de Defensa d'Espanya. S'encarrega de la direcció, impuls i gestió de la política de personal, de reclutament, d'ensenyament i sanitària.

## Història
Igual que passa amb el ministeri de Defensa, la sotssecretaria de Defensa també ha variat amb el temps. La seva creació en l'àmbit de guerra es remunta a abril de 1820, amb el llavors brigadier Antonio Remón Zarco del Valle y Huet com a primer subsecretari de Guerra, en l'àmbit de marina a José Baldasano y Ros com a primer subsecretari de Marina el 23 d'octubre de 1846 i a Ángel Pastor Velasco com a primer subsecretari de l'Aire el 8 de setembre de 1936.
L'actual subsecretaria data de la reforma de 1977, quan es crea l'actual Ministeri de Defensa que absorbeix els Ministeris de Guerra, Marina i Aire i aquest càrrec assumeix les competències de les subsecretaries d'aquests ministeris.

## Llista de subsecretaris
Al subsecretari li correspon la inspecció, per mitjà de les Subdireccions Generals de Personal Militar, d'Ordenació i Política d'Ensenyament i de Reclutament i de la Inspecció General de Sanitat de la Defensa.
| Nom                                     | Cos de funcionaris                                      | Any de naixement | Data de nomenament     |
| --------------------------------------- | ------------------------------------------------------- | ---------------- | ---------------------- |
| Luis Arévalo Pelluz                     | Militar                                                 | 1916             | 25 de juliol de 1977   |
| Ángel Liberal Lucini                    | Militar                                                 | 1921             | 23 de novembre de 1977 |
| Eduardo Serra Rexach                    | Cos d'Advocats de l'Estat                               | 1946             | 12 de febrer de 1982   |
| Gustavo Suárez Pertierra                | Professor Universitari                                  | 1949             | 8 de febrer de 1984    |
| Vacant                                  |                                                         |                  | 18 de maig de 1990     |
| Adolfo Menéndez Menéndez                | Cos d'Advocats de l'Estat                               | 1957             | 7 de maig de 1996      |
| Víctor Torre de Silva i López de Letona | Cos de Lletrats del Consell d'Estat                     | 1966             | 5 de maig de 2000      |
| Justo Zambrana Pineda                   | Cos Superior d'Administradors Civils de l'Estat         | 1947             | 19 d'abril de 2004     |
| Soledad López Fernández                 | Cos Superior d'Inspectors de Treball i Seguretat Social | 1959             | 21 d'abril de 2006     |
| María Victoria San José Villacé         | Cos Superior d'Inspectors de Treball i Seguretat Social | 1958             | 20 d'abril de 2007     |
| Vicente Salvador Centelles              | Cos Superior d'Administradors Civils de l'Estat         | 1963             | 29 d'octubre de 2010   |
| Irene Domínguez-Alcahud Martín-Peña     | Cos d'Advocats de l'Estat                               | 1966             | 5 de gener de 2012     |
| Arturo Romaní Sancho                    | Cos Superior d'Inspectors d'Hisenda de l'Estat          | 1972             | 18 de novembre de 2016 |
| Alejo de la Torre de la Calle           | Cos Jurídic Militar                                     |                  | 16 de juny de 2018     |

## Funcions
A la Subsecretaria de Defensa li corresponen les funcions regulades en l'articulo 8 del Reial decret 998/2017:
- Elaborar i proposar disposicions en matèria de personal i ensenyament militar.
- Dirigir la gestió general del personal militar i l'específica dels cossos comuns i del personal militar que no es trobi enquadrat en algun dels exèrcits.
- Dirigir i coordinar la política retributiva.
- Dirigir la planificació i el desenvolupament de la política de reclutament i règim general del personal militar.
- Dirigir i coordinar la política social.
- Impulsar i coordinar el desenvolupament legislatiu i reglamentari.
- Mantenir les relacions amb els òrgans de la jurisdicció militar amb vista a la provisió de mitjans i a l'execució de les resolucions judicials.
- Acordar la inserció en el «Butlletí Oficial del Ministeri de Defensa» de les disposicions generals, resolucions i actes administratius.
- Dirigir els organismes que constitueixen l'estructura perifèrica del Departament.
- Impulsar la política d'igualtat.
- Dirigir i coordinar els serveis de prevenció de riscos laborals.
- Impulsar la difusió del patrimoni cultural de la Defensa.
- Dirigir totes les funcions relacionades amb el servei de cria de cavalls de les Forces Armades.

## Estructura orgànica
Depenen de la Subsecretaria de Defensa els següents òrgans directius, amb nivell orgànic de direcció general:
- La Secretaria General Tècnica (SEGENTE).
- La Direcció general de Personal (DIGENPER).
- La Direcció general de Reclutament i Ensenyament Militar (DIGEREM).

Com a òrgan de suport, assessorament i assistència immediata, el subsecretari de Defensa disposa d'un Gabinet Tècnic.
També depenen de la Subsecretaria del Ministeri de Defensa els següents òrgans directius:
- La Subdirecció General de Règim Interior, a la qual li correspon la gestió del règim interior i els serveis generals de l'òrgan central, així com el registre i arxiu generals.
- La Subdirecció General de Serveis Econòmics i Pagament, a la qual li correspon exercir les competències que, en matèria d'execució del pressupost, contractació i gestió econòmica, li atribueixi la normativa sobre aquest tema, així com administrar i gestionar el pagament de l'òrgan central i coordinar amb la Direcció general d'Afers Econòmics l'elaboració, seguiment i informació del pressupost del Ministeri de Defensa.

Així mateix, depenen de la Sotssecretaria de Defensa els següents òrgans:
- L'Assessoria Jurídica General de la Defensa.
- La Intervenció General de la Defensa.
- La Inspecció General de Sanitat de la Defensa (IGESAN).

### Organismes adscrits
- L'Institut Social de les Forces Armades (ISFAS).[1]
- El Consell de Personal de les Forces Armades.
- Les Delegacions de Defensa en les comunitats autònomes i a les Ciutats de Ceuta i Melilla depenen orgànicament de la Subsecretaria del Ministeri de Defensa.
- L'Establiment Penitenciari Militar d'Alcalá de Henares està adscrit a la Subsecretaria de Defensa, amb dependència orgànica de la Secretaria General Tècnica. El suport logístic que no pugui ser prestat per la Subsecretaria, serà facilitat per la cadena logística de cada exèrcit.